# لیودمیلا کوندراتیوا
لیودمیلا کوندراتیوا (روسی: Людмила Андреевна Кондратьева؛ زادهٔ ۱۱ آوریل ۱۹۵۸) دونده اهل اتحاد جماهیر شوروی سوسیالیستی بود.
وی در مسابقات کشوری و بین‌المللی در مجموع برندهٔ ۱ مدال طلا و ۱ مدال برنز شده‌است.